# Championnat du Venezuela de football 2014-2015
Navigation
Saison 2013-2014 Saison 2015
La saison 2014-2015 du championnat du Venezuela de football est la cinquante-neuvième édition du championnat de première division professionnelle au Venezuela et la quatre-vingt-quinzième saison du championnat national.
Le championnat est scindé en deux tournois saisonniers où les dix-huit équipes engagées s'affrontent une seule fois. Le vainqueur de chaque tournoi participe à la finale nationale et obtient son billet pour la Copa Libertadores. Un classement cumulé des deux tournois permet de déterminer le troisième club participant à la Copa Libertadores, le premier club participant à la Copa Sudamericana (en compagnie du vainqueur de la Copa Venezuela) et les clubs qualifiés pour les barrages de la Copa Sudamericana. Du fait du passage du championnat à 20 équipes, il n'y a aucune équipe reléguée à l'issue de la saison.
C'est le Deportivo Táchira qui est sacré à l'issue de la saison, après avoir remporté le Torneo Clausura puis battu le Trujillanos FC lors de la finale nationale. C'est le huitième titre de champion du Venezuela de l'histoire du club.

## Les clubs participants
| - Aragua FC - Caracas FC - Mineros de Guayana - Trujillanos FC - Zulia FC - Portuguesa FC - Promu de Segunda A - Carabobo FC - Deportivo Petare - Club Deportivo Lara | - Tucanes de Amazonas - Llaneros FC - Deportivo Táchira - Atlético Venezuela - Zamora FC - Metropolitanos FC - Promu de Segunda A - Deportivo La Guaira - Estudiantes de Mérida - Deportivo Anzoátegui |

## Compétition
Le barème utilisé pour établir les différents classements est le suivant :
- Victoire : 3 points
- Match nul : 1 point
- Défaite : 0 point

### Classement
| Rang | Équipe                | Pts | J  | G  | N | P  | Bp | Bc | Diff |
| ---- | --------------------- | --- | -- | -- | - | -- | -- | -- | ---- |
| 1    | Trujillanos FC        | 36  | 17 | 11 | 3 | 3  | 27 | 15 | +12  |
| 2    | Deportivo La Guaira   | 35  | 17 | 10 | 5 | 2  | 25 | 13 | +12  |
| 3    | Caracas FC            | 31  | 17 | 9  | 4 | 4  | 33 | 16 | +17  |
| 4    | Aragua FC             | 31  | 17 | 9  | 4 | 4  | 30 | 22 | +8   |
| 5    | Deportivo Anzoátegui  | 27  | 17 | 8  | 3 | 6  | 28 | 15 | +13  |
| 6    | Mineros de Guayana    | 25  | 17 | 6  | 7 | 4  | 20 | 16 | +4   |
| 7    | Tucanes de Amazonas   | 25  | 17 | 7  | 4 | 6  | 16 | 19 | -3   |
| 8    | Club Deportivo Lara   | 24  | 17 | 5  | 9 | 3  | 25 | 18 | +7   |
| 9    | Carabobo FC           | 24  | 17 | 5  | 9 | 3  | 21 | 20 | +1   |
| 10   | Estudiantes de Mérida | 24  | 17 | 6  | 6 | 5  | 20 | 21 | -1   |
| 11   | Deportivo Táchira     | 23  | 17 | 6  | 5 | 6  | 24 | 16 | +8   |
| 12   | Zamora FCT            | 22  | 17 | 5  | 7 | 5  | 19 | 19 | 0    |
| 13   | Atlético Venezuela    | 18  | 17 | 4  | 6 | 7  | 14 | 20 | -6   |
| 14   | Metropolitanos FCP    | 15  | 17 | 3  | 6 | 8  | 16 | 29 | -13  |
| 15   | Deportivo Petare      | 12  | 17 | 2  | 9 | 6  | 8  | 17 | -9   |
| 16   | Llaneros FC           | 12  | 17 | 3  | 3 | 11 | 12 | 30 | -18  |
| 17   | Zulia FC              | 11  | 17 | 2  | 5 | 10 | 12 | 27 | -15  |
| 18   | Portuguesa FCP        | 10  | 17 | 1  | 7 | 9  | 11 | 28 | -17  |

| Rang | Équipe                | Pts | J  | G  | N | P  | Bp | Bc | Diff |
| ---- | --------------------- | --- | -- | -- | - | -- | -- | -- | ---- |
| 1    | Deportivo Táchira     | 41  | 17 | 13 | 2 | 2  | 39 | 16 | +23  |
| 2    | Caracas FC            | 39  | 17 | 12 | 3 | 2  | 23 | 11 | +12  |
| 3    | Zamora FCT            | 36  | 17 | 11 | 3 | 3  | 29 | 14 | +15  |
| 4    | Deportivo Anzoátegui  | 31  | 17 | 9  | 4 | 4  | 31 | 23 | +8   |
| 5    | Club Deportivo Lara   | 28  | 17 | 7  | 7 | 3  | 22 | 18 | +4   |
| 6    | Mineros de Guayana    | 25  | 17 | 7  | 4 | 6  | 23 | 23 | 0    |
| 7    | Deportivo La Guaira   | 24  | 17 | 7  | 3 | 7  | 22 | 19 | +3   |
| 8    | Aragua FC             | 22  | 17 | 6  | 4 | 7  | 25 | 25 | 0    |
| 9    | Atlético Venezuela    | 21  | 17 | 5  | 6 | 6  | 17 | 15 | +2   |
| 10   | Zulia FC              | 21  | 17 | 6  | 3 | 8  | 14 | 18 | -4   |
| 11   | Trujillanos FC        | 20  | 17 | 5  | 5 | 7  | 15 | 20 | -5   |
| 12   | Metropolitanos FCP    | 19  | 17 | 5  | 4 | 8  | 21 | 26 | -5   |
| 13   | Deportivo Petare      | 16  | 17 | 4  | 4 | 9  | 7  | 14 | -7   |
| 14   | Tucanes de Amazonas   | 16  | 17 | 3  | 7 | 7  | 6  | 22 | -16  |
| 15   | Carabobo FC           | 15  | 17 | 4  | 3 | 10 | 20 | 26 | -6   |
| 16   | Llaneros FC           | 14  | 17 | 4  | 2 | 11 | 24 | 32 | -8   |
| 17   | Estudiantes de Mérida | 13  | 17 | 6  | 4 | 7  | 18 | 21 | -3   |
| 18   | Portuguesa FCP        | 13  | 17 | 3  | 4 | 10 | 17 | 30 | -13  |

### Classement cumulé
| Rang | Équipe                | Pts | J  | G  | N  | P  | Bp | Bc | Diff |
| ---- | --------------------- | --- | -- | -- | -- | -- | -- | -- | ---- |
| 1    | Caracas FC            | 70  | 34 | 21 | 7  | 6  | 56 | 27 | +29  |
| 2    | Deportivo TáchiraClo  | 64  | 34 | 19 | 7  | 8  | 64 | 33 | +31  |
| 3    | Deportivo La GuairaC  | 59  | 34 | 17 | 8  | 9  | 48 | 33 | +15  |
| 4    | Deportivo Anzoátegui  | 58  | 34 | 17 | 7  | 10 | 59 | 38 | +21  |
| 5    | Zamora FCT            | 58  | 34 | 16 | 10 | 8  | 48 | 33 | +15  |
| 6    | Trujillanos FCOuv     | 56  | 34 | 16 | 8  | 10 | 42 | 35 | +7   |
| 7    | Aragua FC             | 53  | 34 | 15 | 8  | 11 | 55 | 47 | +8   |
| 8    | Club Deportivo Lara   | 52  | 34 | 12 | 16 | 6  | 47 | 36 | +11  |
| 9    | Mineros de Guayana    | 50  | 34 | 13 | 11 | 10 | 43 | 39 | +4   |
| 10   | Tucanes de Amazonas   | 41  | 34 | 10 | 11 | 13 | 22 | 41 | -19  |
| 11   | Atlético Venezuela    | 39  | 34 | 9  | 12 | 13 | 31 | 35 | -4   |
| 12   | Carabobo FC           | 39  | 34 | 9  | 12 | 13 | 41 | 46 | -5   |
| 13   | Estudiantes de Mérida | 46  | 34 | 12 | 10 | 12 | 38 | 42 | -4   |
| 14   | Metropolitanos FCP    | 34  | 34 | 8  | 10 | 16 | 37 | 55 | -18  |
| 15   | Zulia FC              | 32  | 34 | 8  | 8  | 18 | 26 | 45 | -19  |
| 16   | Deportivo Petare      | 31  | 34 | 6  | 13 | 15 | 15 | 31 | -16  |
| 17   | Llaneros FC           | 26  | 34 | 7  | 5  | 22 | 36 | 62 | -26  |
| 18   | Portuguesa FCP        | 23  | 34 | 4  | 11 | 19 | 28 | 58 | -30  |

|  | Qualification pour la Copa Libertadores 2016 |
|  | Qualification pour la Copa Sudamericana 2015 |
|  | Qualification pour les barrages pré-Copa Sudamericana                                                                                                 |
|  | Ouv : Vainqueur du tournoi Ouverture Clo : Vainqueur du tournoi Clôture T : Tenant du titre C : Vainqueur de la Copa Venezuela P : Promu de Segunda A |

#### Finale pour le titre
| Équipe 1       | Résultat | Équipe 2          | Aller | Retour |
| -------------- | -------- | ----------------- | ----- | ------ |
| Trujillanos FC | 0 - 1    | Deportivo Táchira | 0 - 0 | 0 - 1  |

#### Barrages pré-Copa Sudamericana
Les huit clubs engagés en barrages se disputent les deux places au sein d'un tableau à élimination directe par matchs aller-retour.
|  | Demi-finales        | Demi-finales        | Demi-finales |                 |   | Finale | Finale | Finale |  |  |  |  |  |  |  |
|  |                     |                     |              |                 |   |        |        |        |  |  |  |  |  |  |  |
|  |                     |                     |              |                 |   |        |        |        |  |  |  |  |  |  |  |
|  |                     |                     |              |                 |   |        |        |        |  |  |  |  |  |  |  |
|  | Carabobo FC         | 1                   | 0            |                 |   |        |        |        |  |  |  |  |  |  |  |
|  | Carabobo FC         | 1                   | 0            |                 |   |        |        |        |  |  |  |  |  |  |  |
|  | Aragua FC           | 0                   | 0            |                 |   |        |        |        |  |  |  |  |  |  |  |
|  | Aragua FC           | 0                   | 0            | Carabobo FC tab | 1 | 0 (3)  |        |        |  |  |  |  |  |  |  |
|  |                     |                     |              |                 | 1 | 0 (3)  |        |        |  |  |  |  |  |  |  |
|  |                     | Club Deportivo Lara | 0            | 1 (1)           |   |        |        |        |  |  |  |  |  |  |  |
|  | Atlético Venezuela  | Club Deportivo Lara | 0            | 1 (1)           | 1 | 0      |        |        |  |  |  |  |  |  |  |
|  | Atlético Venezuela  |                     |              |                 | 1 | 0      |        |        |  |  |  |  |  |  |  |
|  | Club Deportivo Lara | 0                   | 2            |                 |   |        |        |        |  |  |  |  |  |  |  |

|  | Demi-finales          | Demi-finales | Demi-finales |                    |   | Finale | Finale | Finale |  |  |  |  |  |  |  |
|  |                       |              |              |                    |   |        |        |        |  |  |  |  |  |  |  |
|  |                       |              |              |                    |   |        |        |        |  |  |  |  |  |  |  |
|  |                       |              |              |                    |   |        |        |        |  |  |  |  |  |  |  |
|  | Tucanes de Amazonas   | 0            | 0            |                    |   |        |        |        |  |  |  |  |  |  |  |
|  | Tucanes de Amazonas   | 0            | 0            |                    |   |        |        |        |  |  |  |  |  |  |  |
|  | Mineros de Guayana    | 0            | 3            |                    |   |        |        |        |  |  |  |  |  |  |  |
|  | Mineros de Guayana    | 0            | 3            | Mineros de Guayana | 2 | 2      |        |        |  |  |  |  |  |  |  |
|  |                       |              |              |                    | 2 | 2      |        |        |  |  |  |  |  |  |  |
|  |                       | Zamora FC    | 3            | 3                  |   |        |        |        |  |  |  |  |  |  |  |
|  | Estudiantes de Mérida | Zamora FC    | 3            | 3                  | 1 | 2      |        |        |  |  |  |  |  |  |  |
|  | Estudiantes de Mérida |              |              |                    | 1 | 2      |        |        |  |  |  |  |  |  |  |
|  | Zamora FC             | 2            | 4            |                    |   |        |        |        |  |  |  |  |  |  |  |

## Bilan de la saison
| Championnat du Venezuela de football 2014-2015 |                              |
| Champion                                       | Deportivo Táchira (8e titre) |
| Coupes et trophées                             |                              |
| Vainqueur de la Coupe du Venezuela 2014-2015   | Deportivo La Guaira          |
| Qualifications continentales                   |                              |
| Copa Libertadores 2016                         | Deportivo Táchira            |
| Copa Libertadores 2016                         | Trujillanos FC               |
| Copa Libertadores 2016                         | Caracas FC                   |
| Copa Sudamericana 2015                         | Deportivo La Guaira          |
| Copa Sudamericana 2015                         | Deportivo Anzoátegui         |
| Copa Sudamericana 2015                         | Zamora FC                    |
| Copa Sudamericana 2015                         | Carabobo FC                  |
| Promotions et relégations                      |                              |
| Promus en Primera División                     | Ureña Sport Club             |
| Promus en Primera División                     | Estudiantes de Caracas       |
| Relégués en Segunda A                          | Aucun                        |